# Акцынов, Аркадий Всеволодович

А. Акцынов с женой Л. Акцыновой

Аркадий Всеволодович Акцынов (5 мая 1910, Санкт-Петербург — 14 ноября 1997, Чебоксары) — российский живописец, график, прикладник, монументалист. Член Союза художников СССР (1947). Заслуженный художник Чувашской АССР (1984), заслуженный художник Российской Федерации (1997).
Один из организаторов Союзов художников в Ставропольском крае, Кемерове, Новокузнецке.

## Биография
Родился в семье старой русской интеллигенции. Отец — участник первой мировой войны, попал в немецкий плен. В 1923 вместе с бабушкой выехал за границу к отцу, оставшемуся после революции в Германии.
Учился живописи в студиях Лозанны (1925—1929), в Академиях художеств Антверпена (1929—1930) и Парижа (1936).
Участник групповых выставок парижских художников, сотрудничал с рядом сатирических журналов.
В 1937 вернулся в СССР и после прибытия в порт Ленинграда, был арестован. Три месяца провёл в одиночной камере Ленинградской тюрьмы «Кресты», затем под конвоем доставлен в Москву в Лубянскую тюрьму, затем переведен в «Бутырску». В 1939 по приговору Особого Совещания при НКВД осужден к пяти годам лагерей.
Находился в лагерях «Дальстроя» на Дальнем Востоке, работал художником-оформителем. Женился на художнице Акцыновой. В августе 1944 освобождён. Жил на поселении в порту Находка. В 1945 переехал в Ставропольский край.
В конце 1949 — повторно арестован и сослан в Сибирь. Жил в с. Мотыгино Красноярского края. До 1956 работал художником-оформителем.
Реабилитирован в 1956. В 1968 переехал в Чебоксары. Работал в соавторстве с женой Л. М. Акцыновой.

## Творчество
А. В. Акцынов — автор многих пейзажей, натюрмортов и портретов, гобеленов. Выполнил ряд художественных работ из папье-маше. Занимался резьбой по дереву.
В живописи использовал особый состав краски, включающий воск.

## Избранные работы
- «Ленинские места в Шушенском» (1961),
- «Есть на Волге утёс» (1975),
- «Сказ о Саянах» (1979),
- серия «Байкал» (1985),
- «Старые Чебоксары»,
- «Алтай»,
- «Сирень»,
- «Чебоксарская сирень»,
- «Доброе утро»,
- «Русское кружево»,
- «Байкал»,
- «Чувашский хмель»

В соавторстве с женой написал книгу воспоминаний «По стерне босиком» (1992).
Провёл несколько персональных выставок, организованных в выставочных залах Москвы, Центре подготовки космонавтов в Звездном городе, Научно-исследовательском институте в Монино под Москвой, в Чувашии (совместно с Л. М. Акцыновой с 1952).

## Семья
- Жена — Людмила Акцынова (1910—1997), живописец, заслуженный художник Российской Федерации и Чувашской АССР.
- Сын — Всеволод Акцынов (род. 1947), живописец, заслуженный художник Российской Федерации, член-корреспондент РАХ.

## Память
В 2000 году малой планете Солнечной системы за № 7385 было присвоено имя супругов Акцыновых — Акцыновия.